# Janina Lutosławska
Janina Lutosławska (ur. 22 stycznia 1922 w Wilnie, zm. w 2006 w Krakowie) – córka polskiego filozofa i spirytualisty Wincentego Lutosławskiego i Wandy Peszyńskiej, doktor filologii angielskiej, wykładowca Wyższej Szkoły Rolniczej w Krakowie.

## Życie prywatne
Zmarła bezpotomnie. Przez całe życie dokładała wszelkich starań, aby ożywić pamięć o Wincentym Lutosławskim i poświęcała się pracy nad własnym intelektem; była ortodoksyjną katoliczką. Cierpiała na postępujące zaburzenia zmysłu równowagi.

## Dzieła
- Miary i wagi anglosaskie
- Wybrane ćwiczenia z języka angielskiego dla średnio zaawansowanych